# Соймонов, Леонтий Яковлевич
Леонтий Яковлевич Соймонов (до 1680 — 1743) — генерал-лейтенант, участник Северной войны (1700—1721), Персидского похода (1722—1723), астраханский губернатор.

## Биография
В 1705 году участвовал в подавления астраханского бунта. С 1 января 1706 по 1 января 1712 года Леонтеи Яковлевъ сынъ Соимонов упоминается в «Боярских списках». Чин (по боярскому списку): «из начальных людей», рубрика боярского списка*: «стольники в начальных людях, служил в Болшомъ полку в драгунех». 
Участник Северной войны 1700—1721 гг., Персидского похода 1722—1723 гг.. «На возвратном походе изволил государь император при реке Сулаке, 20 верст от устья оные, на том месте где река Аграхань от оные отделяется, заложить новую крепость Святого Креста называемую, там остались под командою подполковника Леонтия Соймонова несколько пехоты, драгунов и с корпусом казаков, которые после отбытия его величества, окончали крепостные строении. Намерение притом такое было, чтоб сия крепость вместо города Терки, для усмотренного самим императором худого положения сего места, прикрывала российские границы.». Впоследствии подполковник Леонтий Соймонов был назначен комендантом в крепость Святого Креста.
21 марта 1729 года полковник (с 13 февраля 1729 г.) Соймонов был назначен на службу в Низовой корпус (экспедиционные войска, до 1735 года остававшиеся после персидского похода на западном берегу Каспийского моря)
С 23 ноября по 11 декабря 1731 — комендант Кронштадта, затем уволен по болезни на год в отпуск.
3 апреля 1733 года Л. Я. Соймонов был направлен в комиссию для рассмотрения счетов казны с одним из поставщиков.
26 июля 1736 года, назначается вице-губернатором в Астрахань с полномочиями по калмыцким делам; по прибытии к месту службы был произведён в генерал-майоры. А уже в декабре 1736 г. астраханский вице-губернатор Ф. И. Соймонов доносил коллегии иностранных дел следующее: «…известно, что здесь за расходами регулярных (войск) малое число, а нерегулярных не имеется… не употребить ли здесь имеющихся крещеных калмык, купя им от казны лошадей и военное оружие, до 300 человек…».
В 1736—1737 гг. — астраханский губернатор. Особое внимание уделял безопасности Астраханской губернии. В связи с военной угрозой калмыцким улусам со стороны каракалпаков, вновь ходатайствовал перед Коллегией иностранных дел о привлечении на военную службу калмыков.
В 1737 году ему выпадает дипломатическая миссия к хану калмыцкой орды Дондуку, прикочевавшему к Астрахани и Царицыну и намеревавшемуся перебраться за Кубань, вследствие сильных притеснений со стороны местных начальников, назначенных правительством. Поездка Соймонова по Дону и Волге до улусов калмыцкого хана осуществлялась по специальному заданию Коллегии выяснить возможность усиления крымской армии П. П. Ласси калмыцкими войсками. Близко ознакомившись с бытом кочевников — башкир и калмыков, Соймонов сыграл видную роль в овладении юго-восточной и восточной окраинами Европейской России, в приведении калмыков в подданство России, в частности добился того, что хан признал себя вассалом Императрицы и послал в русскую армию 10000 калмыков. Указом Сената 4 января 1737 г. в составе Астраханского казачьего войска из числа крещёных калмыков создаётся трехсотная команда.
В конце января 1737 года Л. Я. Соймонову поручены заведование Башкирской комиссией и командование войсками для подавления восстаний, в ходе которой было уничтожено 30 деревень (около 900 человек), а в июне-августе 1740г. 725 деревень . Штаб-квартира комиссии размещалась в г.Мензелинске Уфимской провинции. Л.Я.Соймонов прибывает в Мензелинск в мае месяце 1737 года. «Его предшественник, Михаил Семенович Хрущов, еще в феврале отбыл на Украину, так как получил приказ явиться в регулярную армию. До приказа Соймонова делами Башкирской комиссии ведал полковник Бардукевич, ныне генерал-майор.». По прибытии в мае того же года ему поручается расследование по делу об отдаче полковником Анненковым солдата Казанцева в работу башкирам.
В сентябре 1737 года генерал Л. Я. Соймонов и комендант крепости А. И. Змеев, сподвижники Татищева, убедили его назвать заложенную крепость и новое поселение Ставрополем — городом святого креста, что соответствовало духу и назначению крепости. Строительство Ставрополя началось в 1738 году. Крепость управлялась русским комендантом и была подчинена Оренбургскому губернатору, а калмыки, расположившиеся в её окрестностях, составили Ставропольское калмыцкое казачье Войско, причём им были дарованы особой грамотой привилегии казаков: беспошлинная торговля и доход от продажи вина, а кроме того, и некоторые другие льготы.
В этом же месяце, по прибытии в Табынскую крепость, в прилагающих окрестностях имел бои с восставшими башкирами, самым крупным из которых стало сражение с Кусяп бахатуром в 101 верстах от Табынской крепости. Сражение закончилось ничьей.
В марте 1738 года главный начальник Оренбургской комиссии В. Н. Татищев и начальник комиссии башкирских дел Л. Я. Соймонов приняли совместное решение об устройстве Уфе школы «для обучения иноверцев русскому языку».
В 1738—1739 гг. Л. Я. Соймонов в Мензелинске вёл следственное дело уфимского воеводы С. В. Шемякина — о взятках, казнокрадстве, разорении башкирских деревень. Татищев отстранил Шемякина от должности и отдал под суд, а затем ввёл твёрдое расписание, «чтобы на жалование толикое число людей содержать, сколько настоящее отправления требуют… дабы жалования при экспедиции излишнего никто не брал…»
17 июня 1739 года новым начальником Оренбургской комиссии был назначен генерал-лейтенант князь Василий Урусов. Пока он получал инструкции по управлению краем и готовился к переезду в Самару, башкирские дела находились в ведении Соймонова, начальника Башкирской комиссии, который в то время был занят подготовкой к проведению переписи — мероприятия, намеченного ранее Татищевым. В самом разгаре этой кампании, которая определённо должна была вызвать противодействие со стороны башкир, Санкт-Петербург приказал ему перевести некоторую часть его войск в регулярную армию из-за очевидной нехватки сил русских в Турецкой войне. Опасаясь того, что сокращение численности войск в Башкирии ослабит позиции русских в крае, Соймонов писал в январе в Кабинет: «хотя башкирцы, видя в.и.в-ва оружие, находятся спокойны, и ныне за помощию всемогусчаго творца обстоит благополучно, однакож я, как верный В. И.В-ва раб, чтоб впредь от них ничего противного не чаял, В. И.В-ву донести не могу, понеже всей Башкирии перепись… есче не сочинена. А егда они услышат о выводе полков, то опасно, чтоб как лехкомысленной народ при переписии не пришли в сумнение и паки в замешание и бунт не вступили».
Летом и в начале осени 1739 года башкиры смогли оказать лишь слабое сопротивление русским. В августе была предпринята незначительная попытка открытого выступления, но новое восстание было задушено в самом зародыше. Когда сопротивление башкир было сломлено, Соймонов энергично принялся за осуществление переписи.
3 марта 1740 года Соймонов назначается вице-губернатором в Казань и производится в генерал-лейтенанты. В 1740 году генерал-лейтенант Леонтий Яковлевич Соймонов имел адъютанта Василия Ивановича Романовского, чей сын Василий Васильевич Романовский был надворным советником, председателем Уфимского уездного суда. Известен тот факт, что вице-губернатор Казанской губернии Соймонов расселил в Уфимском уезде выходцев из Казанского уезда и жаловал их тарханами.
В 1741—1742 годах — начальник Оренбургской комиссии. В августе 1741 года Л. Я. Соймонов получает приказ немедленно принять Оренбургскую комиссию и «до указу» управлять ею. Из-за ссоры с определённым тогда в Уфу вице-губернатором П. Д. Аксаковым, Соймонов к порученной Оренбургской комиссии смог выехать лишь 2 февраля 1742 года. Будучи уже в пути, начальник Оренбургской комиссии генерал-лейтенант Соймонов получил указ, согласно которому главным командиром Оренбургской комиссии определялся «тайный советник и кавалер Неплюев», а ему надлежало явиться в правительствующий Сенат. Прибыв в Самару 15 февраля, Соймонов, по словам П. И. Рычкова, «ни о чем уже старания не прилагал, как о сём, чтоб ему состоящие тогда в ведении Оренбургской комиссии гарнизонные и ландмилицкие полки штаб-и-обер-офицерами до приезду упомянутого тайного советника укомплектовать».
Организованная ещё в 1734 году И. К. Кириловым, Оренбургская экспедиция (позже Комиссия), и возглавляемая такими людьми, как В. Н. Татищев, Л. Я. Соймонов, И. И. Неплюев, в области отечественного картографирования занимает почётное место. По инициативе П. И. Рычкова для лучшей организации полевых астрономо-топографических работ и составления карт тогдашним начальником Леонтием Яковлевичем Соймоновым был образован в 1741 г. при канцелярии Оренбургской комиссии «Департамент географических дел» (или Географический Департамент). Ни одна из тогдашних губерний России не обладала такими геодезическими кадрами и не могла в столь короткий срок получить на всю территорию хорошие карты и богатый исследовательский географический материал, как Оренбургский край. С образованием Географического Департамента возглавлявшему его тогда геодезии поручика Алексею Писареву в 1741 г. было поручено на основе произведённых к тому времени в новом крае съёмок геодезистов составить Генеральную карту («с удобовозможною исправностью»). По инициативе Л. Я Соймонова и П. И. Рычкова, был организован беспримерный поход от Орска до Сыр-Дарьи 1740—1741 гг., в результате которого появилась "Новая ландкарта тракту от Оренбурга через Киргизское, Каракалпакское и Аральское владении до города Хивы и часть Аральского моря впадающих в него рек, часть же Сыр-Дарьи, Куван-Дарьи, Аму-Дарьи. Эта первая Генеральная карта Оренбургского края Оренбургского края, составленная А. Писаревым, была закончена в 1742 году и отправлена в Сенат и Коллегию иностранных дел.
Татищев так отзывался о Соймонове: «Что до усмирения башкирцев принадлежит, — писал он в декабре 1737 года, — то я сердечно оного желаю и крайне прилежу, но как я власти и команды более не имею, что над определенными в порученную мне комиссию, а прочее все в команде генерал-майора Соймонова, и мне ему повелевать нельзя, да я, где у него сколько людей и что их к тому намерение, не ведаю, хотя я неоднократно репортом не яко командир, но токмо мне для известия требовал, но не получил, а без того мне порядочно рассудить не можно. Он (Соймонов) человек добрый и служил довольно, но притом в рассуждении весьма медлен и к произвождению холодноват, и для того, может, не все так делается, как надобно, а мне более делать нечего».

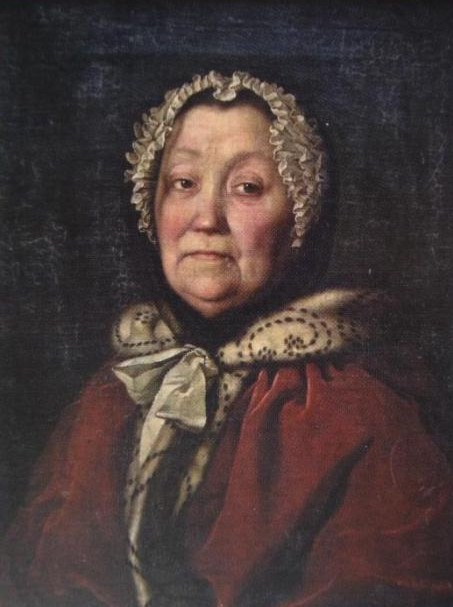
Пелагея Андреевна, жена

## Семья
Один из основателей города Ставрополя бригадир (генерал-поручик) Леонтий Яковлевич Соймонов был женат на Пелагее Андреевне Чаплиной, дочери дмитровского стольника Андрея Ивановича Чаплина. Дочь Соймонова Аграфена Леонтьевна (1719—1771), вышла замуж очень молодой, почти девочкой, за Степана Федоровича Апраксина (1702—1758). Аграфена Леонтьевна была пожалована в действительные статс-дамы Императрицей Елизаветой Петровной 26 октября 1756 года. Вдова генерал-лейтенанта Леонтия Яковлевича Соймонова Пелагея Андреевна упоминается в «Исповедных ведомостях» 1754 года в церкви Рождества Христова в Поварской.